# Annunciazione (Pittoni)
L'Annunciazione, è un dipinto a olio su tela realizzato nel 1757 dal pittore italiano Giambattista Pittoni e conservato nella Gallerie dll'Accademia.

## Storia
Questo dipinto faceva parte di una serie di santi protettori dell'accademia che su decisione del Senato, espressa nell'atto costitutivo del 1750, doveva ornare la «stanza dello studio» nela sede del Fonteghetto della Farina. Il 15 novembre 1756 il consiglio dell'Istituzione decise la distribuzione gli incarichi: l'allora presidente Giambattista Tiepolo doveva realizzare l'Annunciazione, a Pittoni era stato assegnato il San Marco, a Giuseppe Angeli il San Luca, mentre a Francesco Fontebasso, il Francesco Maggiotto e Michelangelo Morlaiter spettava l'esecuzione dei Quattro santi coronati. L'esecuzione dei lavori, intesa come omaggio d'ingresso come maestri dell scuola, era a titolo gratuito mentre l'Accademia si limitava a coprire le sole spese materiali. Non ci è giunta una registrazione sulla modifica degli incarichi, restano invece documentate il 10 marzo 1757 le spese per tele imprimitura a favore del Pittoni per la «Nunziada», dell'Angeli e del Chiozzotto per i santi Marco e Luca. Pittoni consegnò la sua opera il 13 febbraio 1758. A quel tempo era uno dei due consiglieri dell'Accademia, soltanto nell'agosto dello steso anno venne eletto presidente subentrando al Tiepolo. Mantenne la carica fino al 1760 e fu di nuovo eletto nel 1763 dopo la morte del successivo presidente Giuseppe Nogari.
Zanetti nel 1771 rammentò l'opera nella sala delle adunanze dell'Accademia- Nel 1777, dieciaanni dopo la morte del pittore, risulta che l'Annunciazione fu esposta alla fiera della Sensa.
Nel 1807 il dipinto fu preso in consegna da Pietro Edwards per le costituende Gallerie dell'Accademia. Dalla sua successiva esposizione a metò Ottocento fu considerato opera del Balestra fino a che che Pietro Paoletti, nel 1903, lo restituì definitivamente al Pittoni. Dal 2016 l'Annunciazione è esposta nelle rinnovate sale dell'ala palladiana delle Gallerie.

## Descrizione e stile
Pittoni aveva sicuramente già due volte affrontato il tema dell'Annunciazione: quella dipinta prima del 1730 e giunta già nel XVIII secolo nella Basilica di Santa Maria di Cracovia, e quella del 1735 circa oggi al Museo civico di Feltre. Ora, ormai settantenne e nella nuova autorevolezza di Maestro e consigliere dell'Accademia, svolse il medesimo soggetto come «una lezione di grazia aristocratica e di virtuosità esecutiva» atto a significare «l'emblema di una regola artistica» che gli era sempre stat propria. Ad ogni modo dovette impostare la composizione diversamente dalle precedenti per adattarsi al formato orizzontale richiesto, senza tuttavia introdurre novità nelle raffigurazioni. Invece riprese pressoché letteralmente l'angelo che aveva dipinto sulla pala della Comunione degli Apostoli (1730/1735 circa) per la parrocchiale dei Santi Pietro e Paolo di Leno. Dalla Natività (1730/1735) della National Gallery di Londra elaborò il panneggio in basso a destra e riprese la posizione della mano sinistra presente anche nell'Annunciazione di Cracovia e nella Maddalena della Galleria nazionale di Parma e nel bozzetto della stessa delle gallerie veneziane (ambedue ante 1740). Alla fondazione Giorgio Cini sono conservati anche alcuni disegni riconducibili allo studio della teste dei cherubini.
L'opera quindi risulta basata su alcuni schemi già sperimentati rappresentando «esemplarmente il metodo di lavoro dell'artista» in un modo funzionale alla sede didattica ove venne esposto. Infatti l'autore punta, «con indifferenza per nuove speculazioni inventive, ai puri valori formali dell'immagine» attraverso la morbidezza dell'impasto cromatico in una grazia pienamente rococò.
Presentata come su di un palcoscenico definito dal gradino su cui è inginocchiata Maria la scena è strutturata lungo la diagonale che scende dell'annunciante all'annunciata, interrotta dallo squarcio di luce che scende dalla centrale colomba dello Spirito Santo e contrappuntata dai volti dei cherubini. Maria chinando umilmente il capo porge una mano in avanti ed una sul cuore in segno d'obbedienza, metafora delle sue parole: Ecce Ancilla Domini, fiat mihi secundum verbum tuum (Lc 1,38). Il libro con la profezia di Isaia (7,14) giace ormai alle sue spalle: l'annuncio si è inverato.

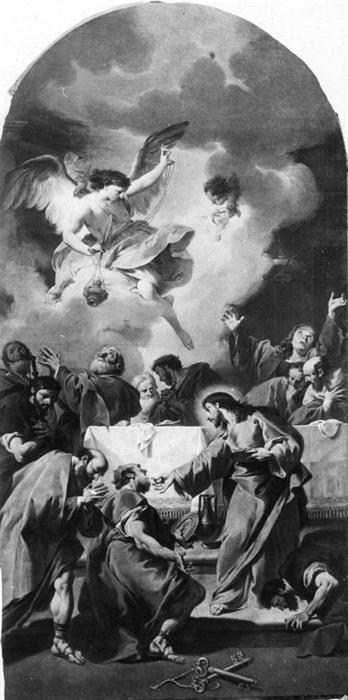
Comunione degli apostoli, 1730-1735 circa, olio su tela, 130 x 250 cm, Leno, chiesa dei Santi Pietro e Paolo
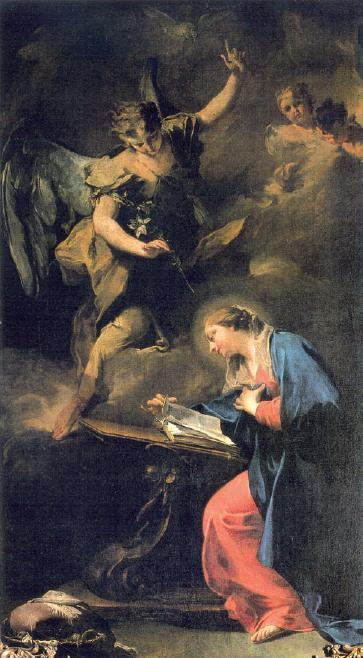
Annunciazione, 1735 circa, olio su tela, 228 x 127,5 cm, Cracovia, Basilica di Santa Maria
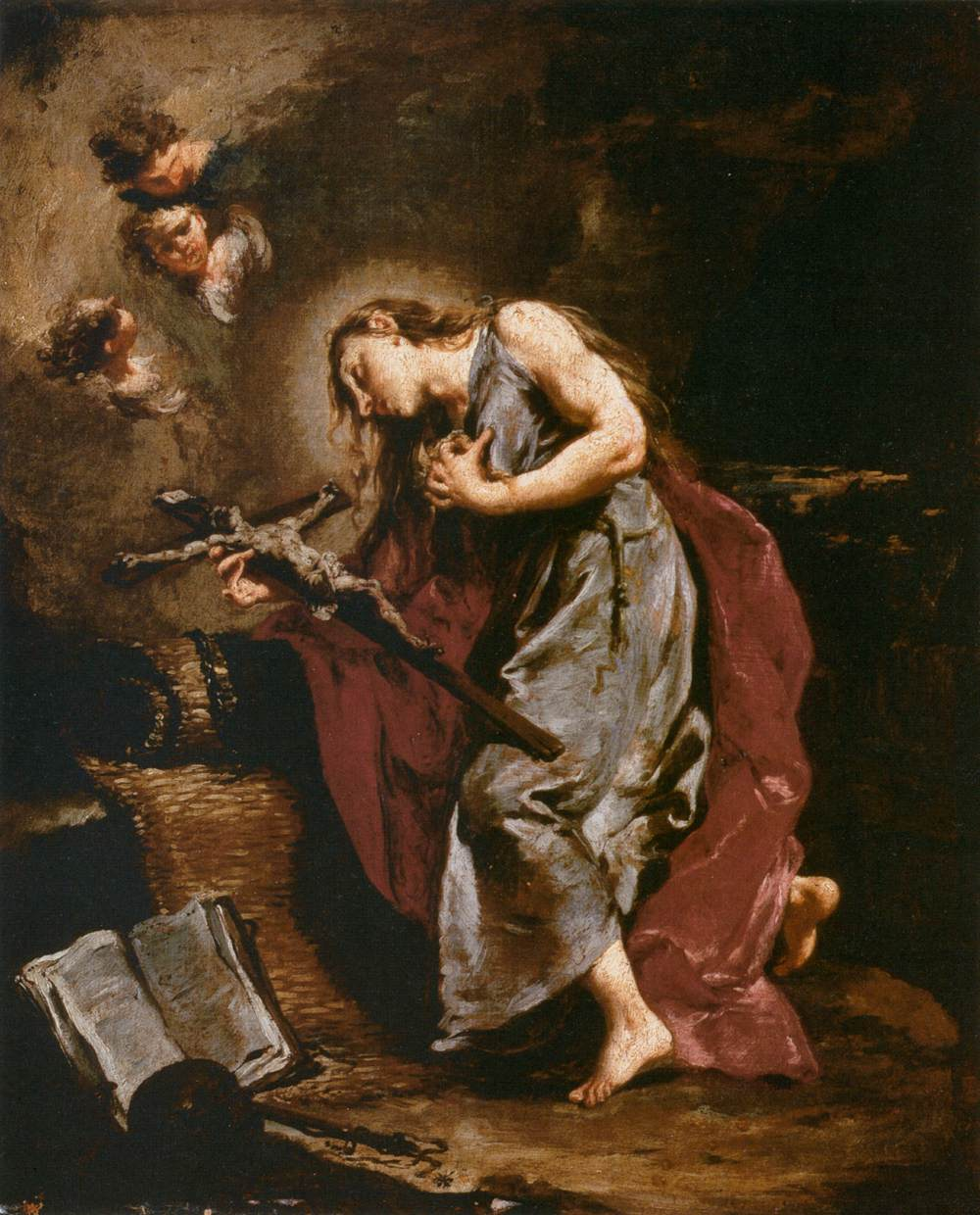
Maddalena pentita, ante 1740, 57 x 38 cm, Venezia, Gallerie dell'Accademia
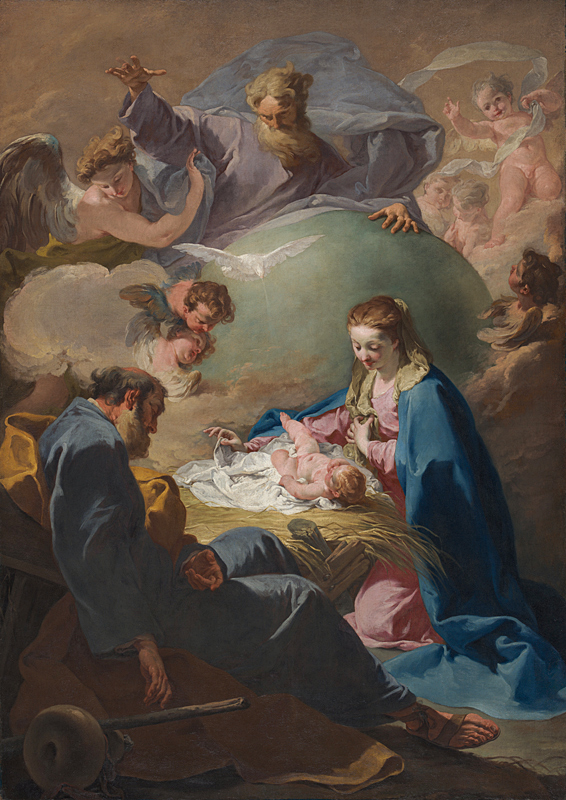
Natività, 1735 circa, olio su tela, 222,7 x 153,5 cm, Londra, National Gallery
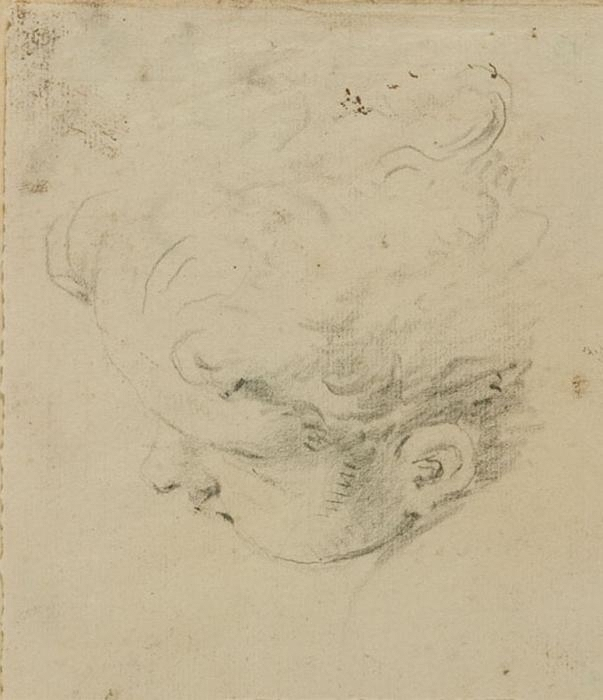
Testa di putto, s.d., disegno su carta, 146 x 125 mm, Venezia, Fondazione Giorgio Cini
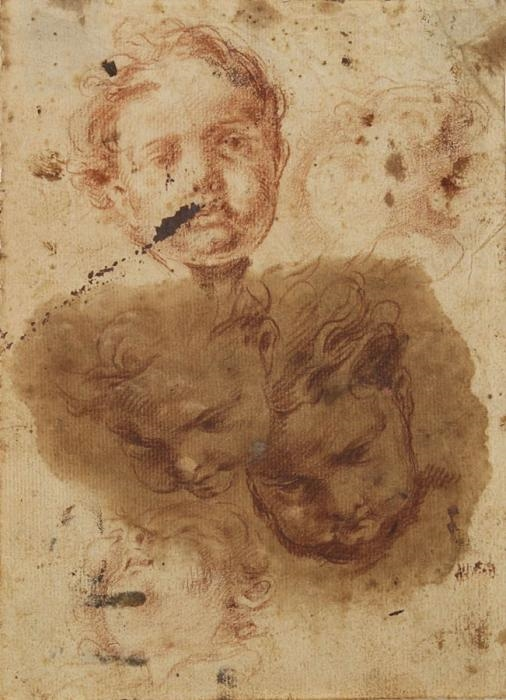
Studio per cinque cherubini, 1730 circa, disegno su carta, 194 x 141 mm, Venezia, Fondazione Giorgio Cini

## Francobolli
L'Ordine sovrano di Malta nel 2018, su concessione del Ministero dei Beni e Attività Culturali italiano, ha emesso un foglio che riproduce l'Annunciazione di Pittoni contenente 2 francobolli: i particolari dell'Angelo annunciante (valore da € 2,55) e quello della Vergine annunciata (valore da € 4,35).